# Doppelinsel
Doppelinsel bezeichnet zwei Arten von Inseln, und zwar eine durch eine Wasserstraße getrennte Landmasse sowie eine durch eine Landbrücke verbundene Landmasse.

## Durch Wasserstraße getrennte Landmasse
Als Doppelinsel werden zwei fast gleich große oder zumindest gleichgeformte Inseln bezeichnet, wenn zwischen den einzelnen Landmassen nur ein relativ schmaler natürlicher Wasserdurchgang besteht.
Derartige Doppelinseln werden häufig in Nord- und Süd- oder West- und Ostinsel unterteilt. Beispiele hierfür sind die russische Insel Nowaja Semlja, Neuseeland, die beiden Falklandinseln Westfalkland und Ostfalkland oder die dänischen Inseln Fünen und Seeland.

## Durch Landbrücke verbundene Landmassen
Als Doppelinsel wird auch eine Insel bezeichnet, die aus zwei ähnlich großen Teilen besteht, die durch eine Landbrücke (Isthmus) miteinander verbunden sind.
Eine solche Form einer Doppelinsel bildete bis vor etwa 300 Jahren die deutsche Insel Helgoland zusammen mit der vorgelagerten Insel Düne, mit der sie über eine heute untergegangene Landbrücke (Woal genannt) verbunden war.
Weitere Beispiele sind die subantarktische Heard-Insel mit der markanten Laurens-Halbinsel im Westen, Miquelon-Langlade im Nordatlantik, das südamerikanische Ostfalkland mit der Lafonia-Halbinsel im Süden, die Südseeinsel Tahiti, bestehend aus Tahiti Nui und Tahiti Iti sowie die japanische Insel Hachijō-jima. Oftmals sind derartige Inseln auch vulkanischen Ursprungs, wie die nicaraguanische Insel Ometepe, die im Wesentlichen aus zwei Vulkanen besteht, die über eine schmale Landbrücke verbunden sind.
Einige Inseln sind gar aus fünf oder mehr Einzelinseln zusammengewachsen, wie die Insel Hawaiʻi, Isabela (Galápagos) oder Long Islet im Caroline-Atoll.
Keine tatsächliche Doppelinsel ist Lewis and Harris, da zwischen ihnen kein Isthmus vorhanden ist, sondern Nord- und Südteil, die geographisch nicht deutlich getrennt sind (allerdings setzt sich Harris durch seine Gebirgigkeit ab), lediglich eigene Namen haben und wie eigene Inseln behandelt werden. Kurioserweise befindet sich aber ein Isthmus zwischen dem Norden und dem Süden von Harris.